# مرسی (شکلات)

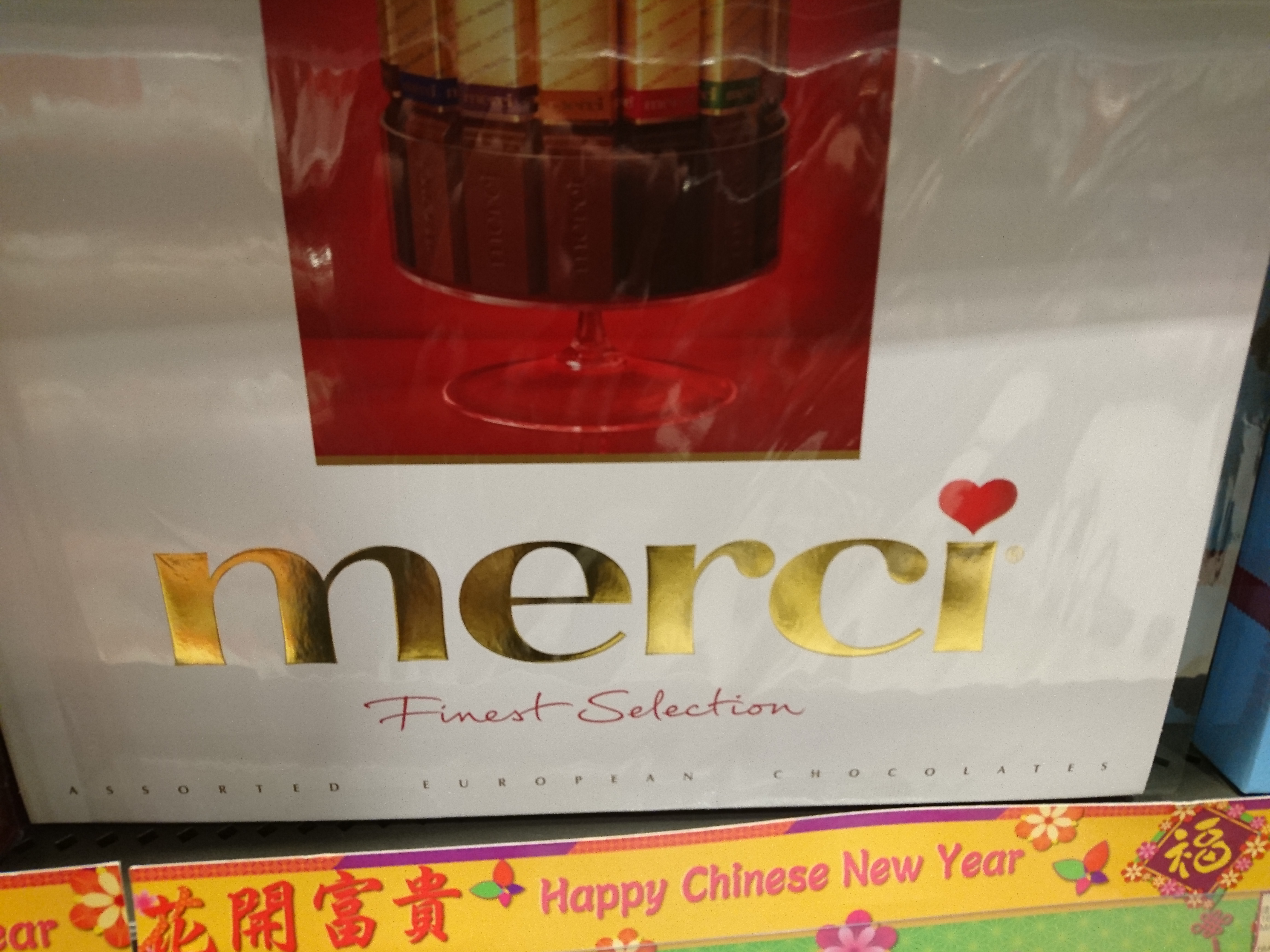
شکلات مرسی

مرسی  (فرانسوی به معنی تشکر) نام یکی از محصولات شکلاتی‌ای است که توسط شرکت آلمانی آوگوست اشتورک تولید می‌شود. مرسی در سال ۱۹۶۵ بنیادگذاری شده‌است. شکلات‌ها بسته‌بندی سفیدرنگ دارند و در مزه‌های مختلف عرضه می‌شوند. هر مزه بسته‌بندی مخصوص به خود را دارد. بر روی جلد آن واژهٔ «مرسی» که در زبان فرانسه به‌عنوان تشکر به کار می‌رود و به زبان فارسی هم راه یافته‌است، به گونه‌ای نوشته می‌شود که بر روی آن نقطه به شکل یک قلب قرمز نمایان باشد.
«مرسی» در بیش از ۱۰۰ کشور جهان به فروش می‌رسد.